# Hanhilampi (sjö i Jockas, Södra Savolax)
Hanhilampi är en sjö i kommunen Jockas i landskapet Södra Savolax i Finland. Arean är 36 hektar och strandlinjen är 4,12 kilometer lång. Sjön  ingår i Vuoksens huvudavrinningsområde.   Den ligger omkring 47 kilometer öster om S:t Michel och omkring 250 kilometer nordöst om Helsingfors. 